# ST120101
Als Baureihe ST120101 werden mehrere 2017 bei der türkischen Werft Cemre Shipyard für isländische Fischereiunternehmen gebaute Fischereischiffe bezeichnet.
Es handelt sich hierbei um Frischfischtrawler. Bisher wurden vier Schiffe dieses Typs abgeliefert.

## Schiffe
Stand Juli 2020 betreibt das isländische Fischereiunternehmen Samherji drei Schiffe dieser Baureihe: die Björg (Fischereinummer EA7, Heimathafen Akureyri), die Björgúlfur (Fischereinummer EA312, Heimathafen Dalvik) und die Kaldbakur (Fischereinummer EA1, Heimathafen Akureyri). Ein viertes Schiff der Baureihe betreibt das ebenfalls isländische Fischereiunternehmen Fisk Seafood: die Drangey (Fischereinummer SK2, Heimathafen Sauðárkrókur).

## Technische Daten
Die Länge der Schiffe beträgt 62,54 Meter, die Breite 13,50 Meter, der Tiefgang ist mit 4,70 Metern angegeben. Sie haben eine Verdrängung von 2074 Tonnen. Die Schiffe wurden vom DNV GL mit der höchsten Eisklasse ICE–1A klassifiziert. Alle Schiffe wurden 2017 an ihre Eigner übergeben.
Der Antrieb besteht aus einem Yanmar-Diesel-Reihenmotor dessen Leistung 1620 kW beträgt. Dieser wirkt auf einen CAT-CP-Propeller. Zudem existiert ein Bugstrahlruder mit 320 kW. Die Schiffe erreichen eine Geschwindigkeit von 12 Knoten.
Zur Lagerung des Fangs stehen Kühlräume zur Verfügung, zudem verfügen die Schiffe jeweils über eine Eismaschine.